# Kuusikkosaari (ö i Södra Karelen, Imatra, lat 61,23, long 28,79)
Kuusikkosaari är en ö i Finland. Den ligger i sjön Saimen och i kommunen Imatra i den ekonomiska regionen  Imatra ekonomiska region  och landskapet Södra Karelen, i den södra delen av landet, 240 km nordost om huvudstaden Helsingfors. Öns area är 21,2 hektar och dess största längd är 0,8 kilometer i sydöst-nordvästlig riktning.